# Eugène Battmann
Pour les articles homonymes, voir Battmann.
Eugène Battmann est un footballeur puis entraîneur français né le 1er juillet 1940 à Masevaux (Haut-Rhin).

## Biographie
Il évolue comme gardien de but au FC Sochaux de 1969 à 1975. 
Il entraîne plus tard le SR Saint-Dié, le FC Mulhouse et le FC Fribourg.
Il est ensuite membre de la cellule de détection du centre de formation du FC Sochaux en Franche-Comté.